# Glypta varicoxa
Glypta varicoxa là một loài tò vò trong họ Ichneumonidae.